# Nikolai Karlovici Krabbe

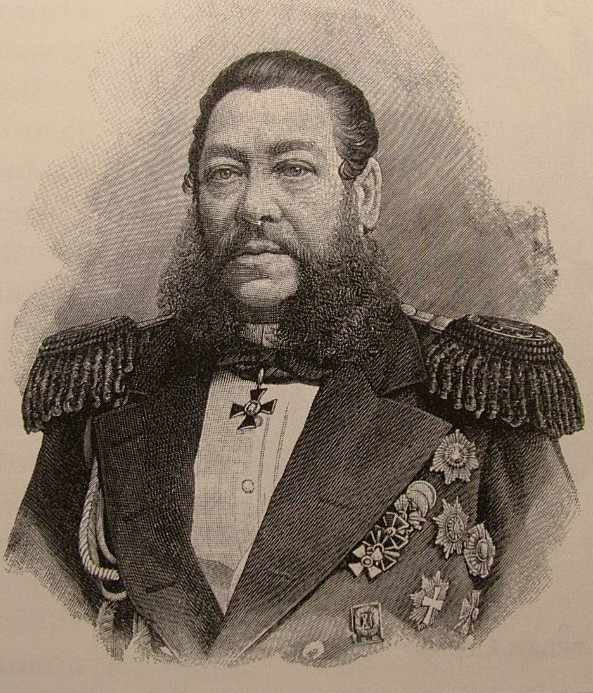
Nikolai Karlovici Krabbe

Nikolai Karlovici Krabbe (rusă Николай Карлович Краббе)  (n. 19 septembrie 1814 – d. 3 ianuarie 1876) a fost un amiral al marinei imperiale ruse.
După terminarea școlii de ofițeri de marină în 1830 a intrat în corpul cadeților de marină (гардемарины)  iar în 1832 a devenit adjutant de marină мичман în flota Mării Baltice pe fregatele “Belton”, ”Kulm” și “Oraenbaum” În 1836-1837 a făcut serviciul pe Marea Caspică, fiind avansat la gradul de locotenent în urma activității sale în timpul luptelor din Caucaz. În 1838 a făcut parte din Statul Major al Marinei ajungând aghiotant al principelul L.S. Menșikov. 
În 1839 a fost trimis în Marea de Azov pentru organizarea unei expediții pe malul nordic al Mării Negre. A comandat o serie de nave sub amiralul Mihail Petrovici Lazarev
În 1842  având rangul de căpitan-locotenent (капитан-лейтенанта)  a făcut parte din misiunea diplomatică a amiralului Evfimi Vasilievici Putiatin (Евфи́мий Васи́льевич Путя́тин) pentru tratative cu guvernul Iranului În 1853 s-a reîntors la flota Mării Negre, a fost numit în corpul de conducere al escadrei din Marea Neagră comandată de viceamiralul Lazar Markovici Serebriakov. 
În același an a fost avansat la rangul de aghiotant al împăratului și de director adjunct al departamentului de inspecții al Ministerului Marinei, devenind după 2 ani directorul ei. În perioada războiului Crimeii, a fost detașat la Sevastopol, reluându-și funcțiile la terminarea lui. În timpul serviciului de inspector al departamentului a avut luat parte activă la  echiparea navelor, care au fost trimise în delta râului Amur înființând prima bază a marinei imperiale ruse în extremul orient, pe malul Oceanului Pacific. 
Cariera sa a continuat rapid: a fost avansat contra-amiral în 1856 , vice-amiral în 1962 și amiral în 1869. Din 1860  pe o perioada de 14 ani a condus ministerul Marinei . Ocupându-se de modernizarea flotei, Nikolai Krabbe a pus accentul pe artileria navală, înființând în 1863 Întreprinderea Metalurgică Obuhovsky, specializată în tunuri pentru marina militară. De asemenea a trecut la înlocuirea navelor de lemn cu nave metalice și la înlocuirea celor cu vele prin nave echipate cu mașini cu aburi. Nikolai Krabbe a organizat și escadra pentru vizita marelui duce Aleksei Aleksandrovici în Statele Unite.

În 1874,  Nikolai Krabbe a fost eliberat din funcția de Ministru al Marinei și numit vice amiral-general al marinei imperiale ruse. A murit la 3 ianuarie 1876. 
 